# Sacro Monte di Brissago

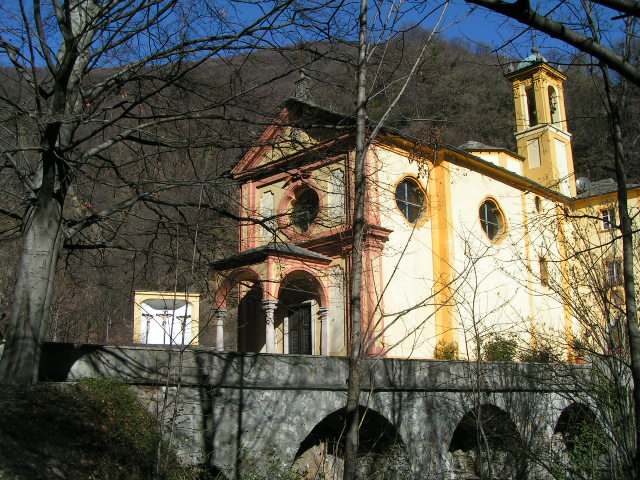
Chiesa dell'Addolorata e cappella del Calvario Brissago

Il complesso del Sacro Monte dell'Addolorata (o "Sacro Monte Addolorato") di Brissago sorge su un promontorio roccioso che si affaccia sul Lago Maggiore ed è posto in una stretta valletta chiamata "Valle dei mulini", ad un chilometro di distanza sopra il borgo.

## Storia
In questo luogo boscoso di grande suggestione naturalistica, nel 1709 venne eretta, ad opera del capomastro Girolamo Tirinanzi di Cadogno, una prima chiesetta dedicata alla Madonna Addolorata,  edificio a pianta quadrata sormontato da una cupola assai semplice.
Sotto l'impulso della predicazione francescana, nel 1767 un emigrante del borgo di Brissago, Antonio Francesco Branca detto il Moscovita  (che aveva fatto fortuna con il commercio di seta e di marmi tra Toscana e Russia) finanziò l'ampliamento del primitivo edificio di culto con l'aggiunta di due nuove campate, della sagrestia, nonché l'abitazione per il rettore e l'ospizio per i pellegrini che formano un complesso architettonico di tre piani.
In quello stesso anno venne eretta, a pochi metri dalla chiesa, proprio al centro della impervia valletta, la "cappella del Calvario", avente forma di grande nicchia. Essa venne affrescata dal pittore Giovanni Antonio Caldelli, nativo di Brissago (dipinti non più visibili) ed impreziosita dal gruppo (tuttora in situ) dei tre crocifissi innalzati sul Golgota: si tratta di sculture lignee realizzate dall'intrese Domenico Gelosa (1767).

Nel 1774 venne eretta la cappella, detta Porta di Gerusalemme, che funge da ingresso al Sacro Monte e dalla quale inizia il percorso della Via Crucis; essa venne affrescata dal pittore locarnese Giuseppe Antonio Orelli.
Lungo il sentiero che, partendo dalla Porta di Gerusalemme, sale al santuario, furono edificati i piloni della Via Crucis, con nicchie affrescate ancora dall'Orelli.

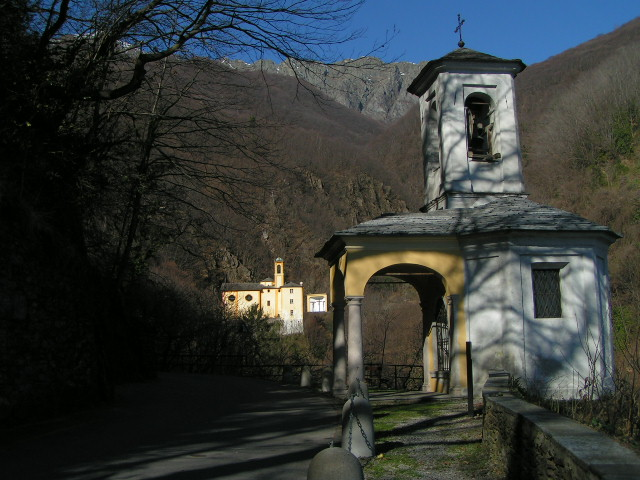
In primo piano la cappella della Flagellazione, sullo sfondo il santuario dell'Addolorata e la cappella del Calvario

Negli stessi anni fu eretta anche una terza cappella - detta "dei Giudei" - a pianta ottagonale con atrio e campanile,  affrescata anch'essa dall'Orelli e dedicata alla Flagellazione di Cristo.  Molto suggestivo è il sentiero che arriva alla cappella passando accanto agli antichi mulini e che costituisce un percorso alternativo a quello della Via Crucis.
Il santuario dell'Addolorata è formato da due costruzioni di epoca diversa, l'antica cappella sormontata da cupola che funge ora da presbiterio e la già menzionata navata a due campate del 1767. L'interno è riccamente decorato secondo canoni stilistici tardo settecenteschi con stucchi barocchi del Visetti di Valsolda ed affreschi dell'Orelli (onnipresente artefice dei dipinti del Sacro Monte di Brissago), opere eseguite nel 1775.
L'altare maggiore è riccamente decorato con marmi policromi. All'interno dell'edificio si trova anche la tomba con lapide del mercante e benefattore Antonio Francesco Branca.
Tra gli anni 1975 e 2000 il complesso è stato completamente restaurato sotto la direzione dell'architetto Luigi Snozzi.
Tra i restauri eseguiti, va menzionato quello del 1999 delle stazioni della Via Crucis. I vecchi affreschi dell'Orelli, ormai perduti, nel 2000 sono stati rimpiazzati da tavole dipinte dal ticinese Fra' Roberto Pasotti.
Il 25 giugno 2015 il Consiglio di Stato del Canton Ticino ha inoltrato all'Ufficio federale della Cultura la richiesta d'iscrizione al Patrimonio mondiale dell’UNESCO dei due sacri monti del locarnese: il Sacro Monte Madonna del Sasso e del Sacro Monte di Brissago.

## Galleria d'immagini

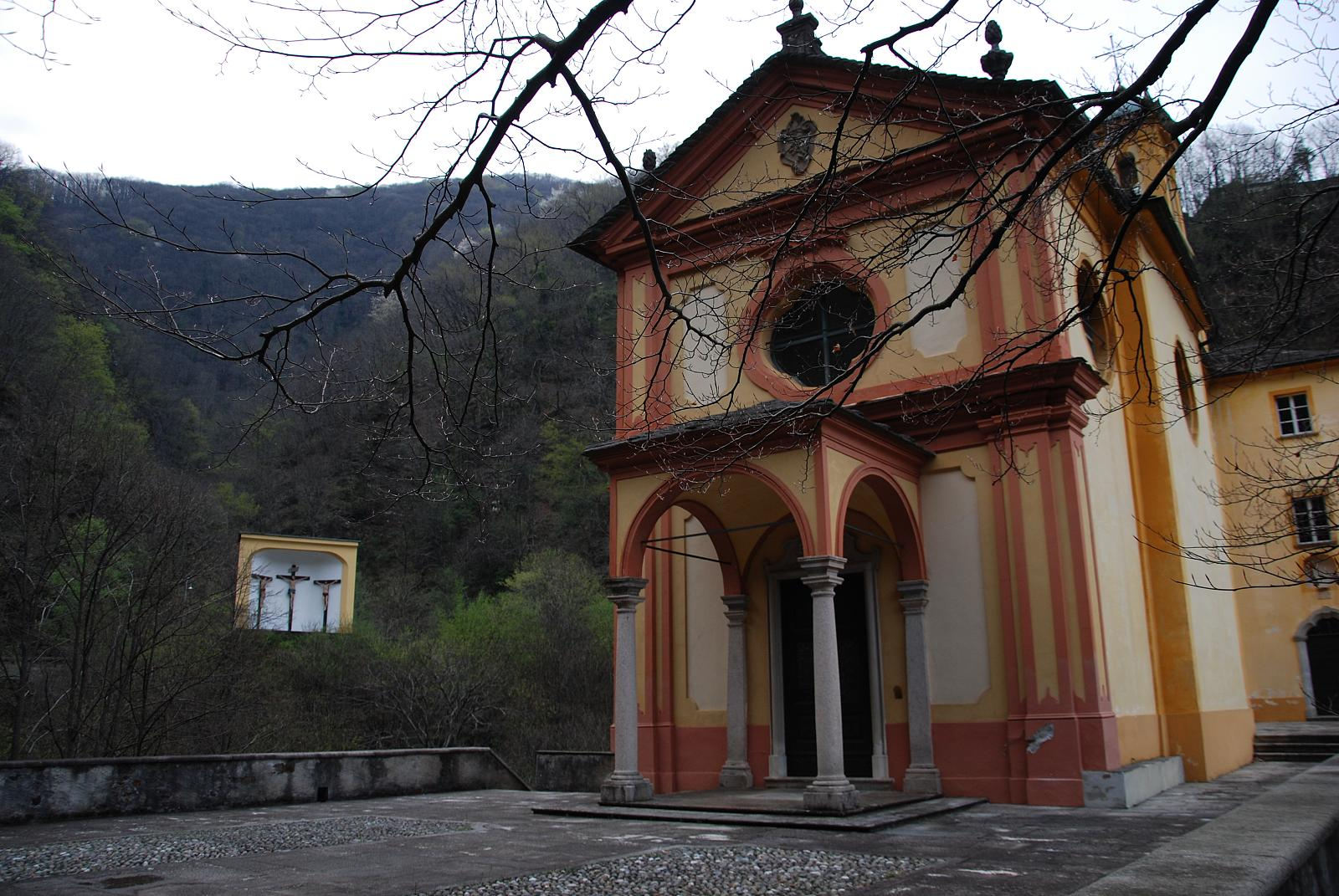
Chiesa del Sacro Monte: facciata con portico
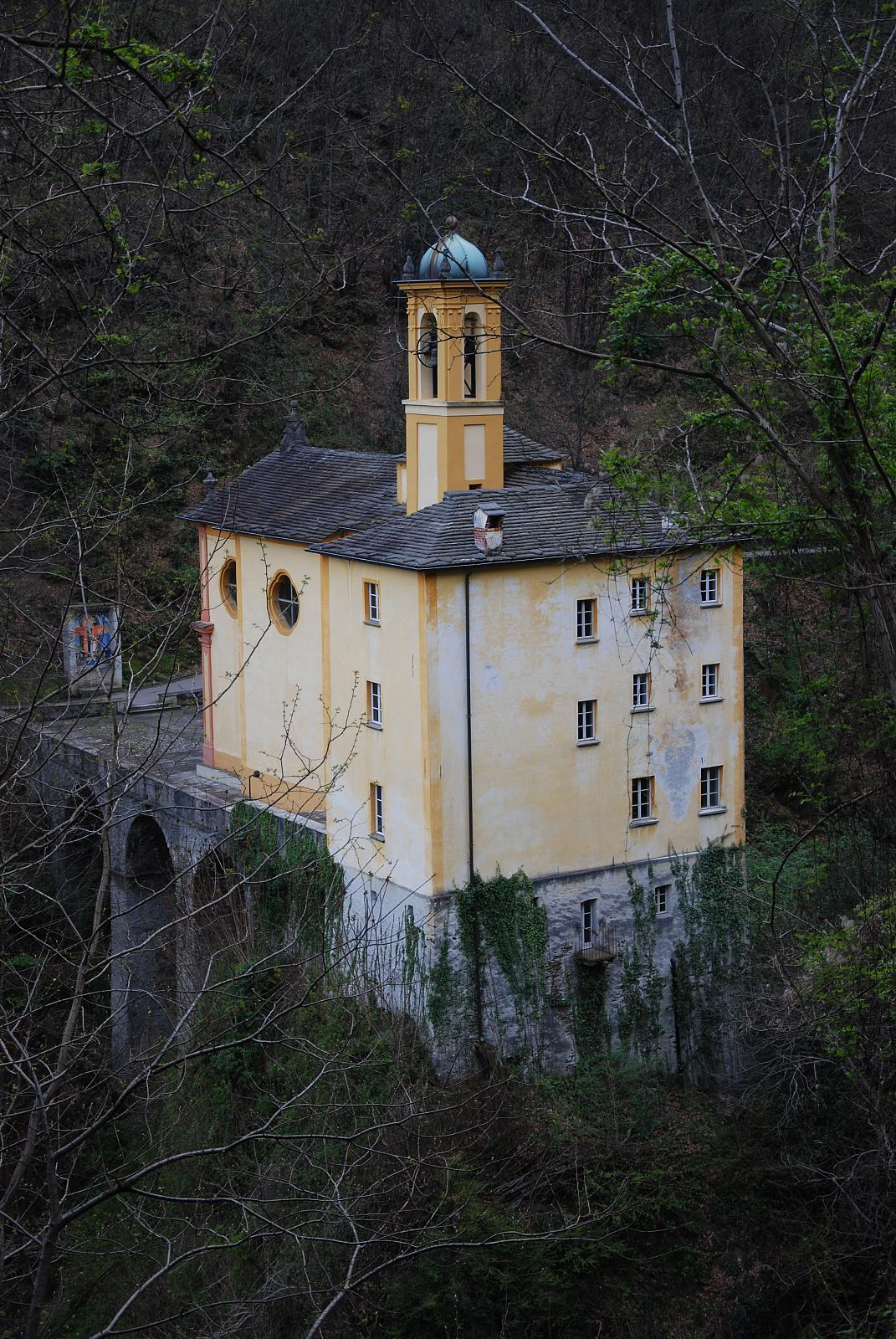
Chiesa del Sacro Monte: lato posteriore
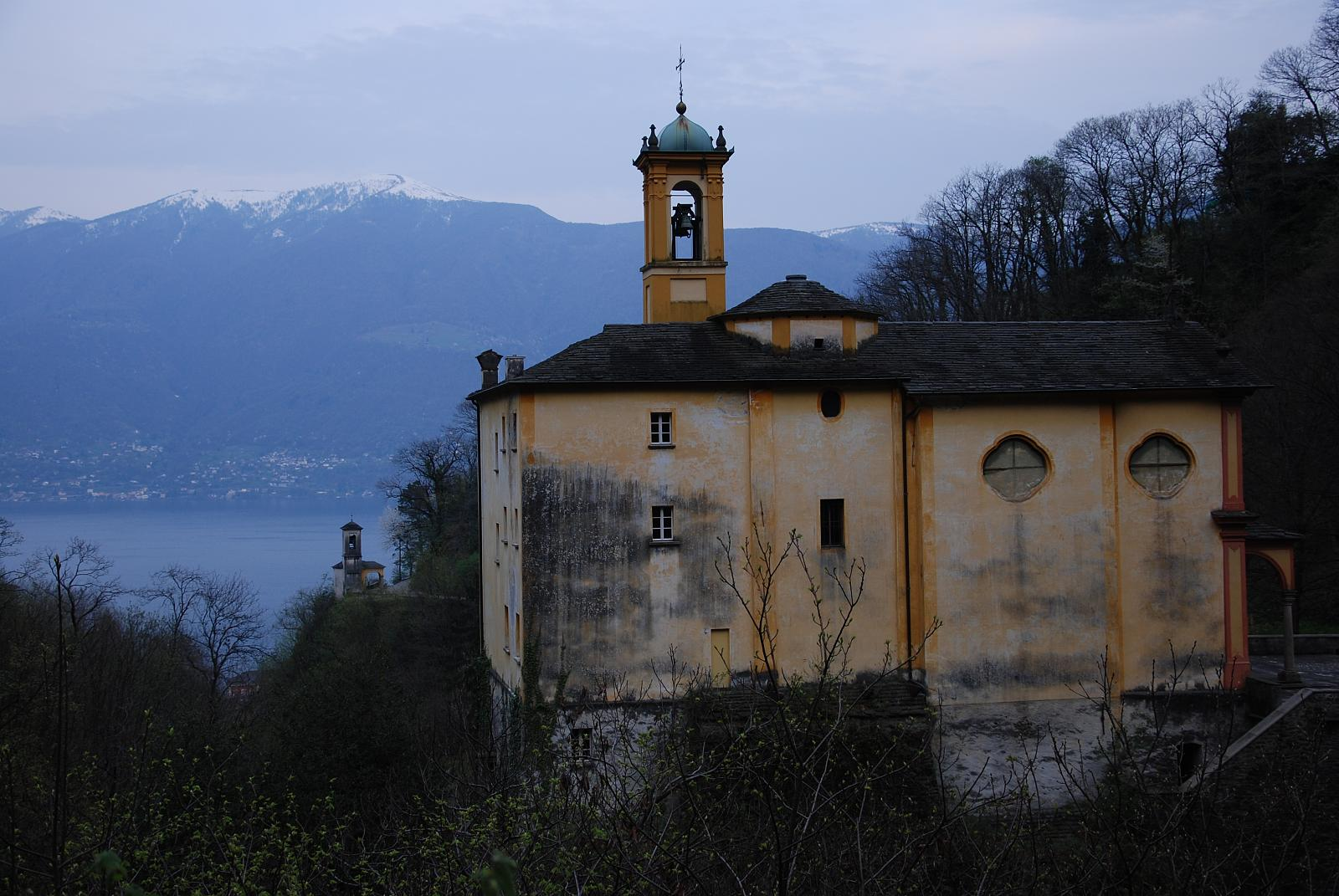
Chiesa del Sacro Monte
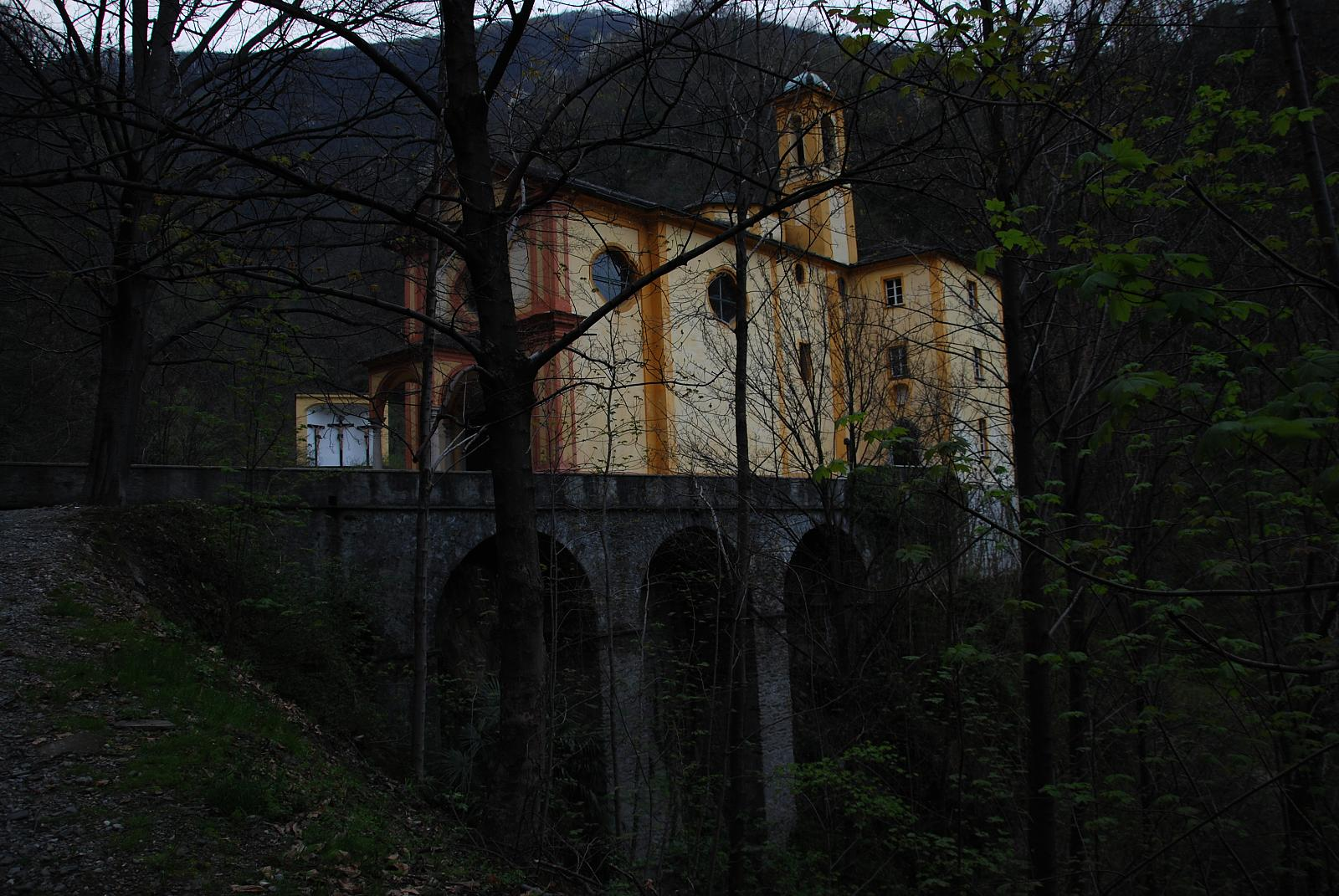
Chiesa del Sacro Monte e sottostruttura
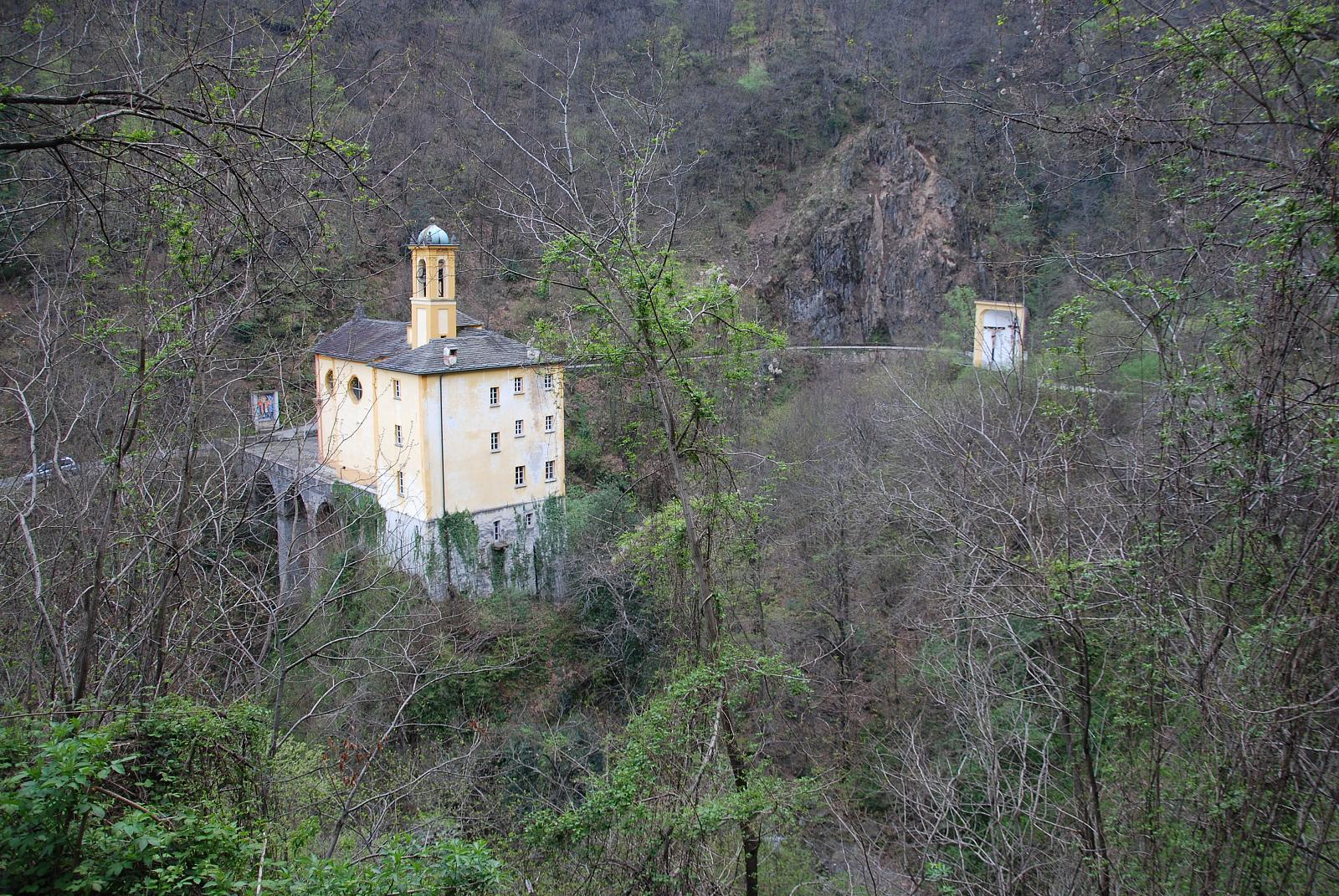
Chiesa e Calvario
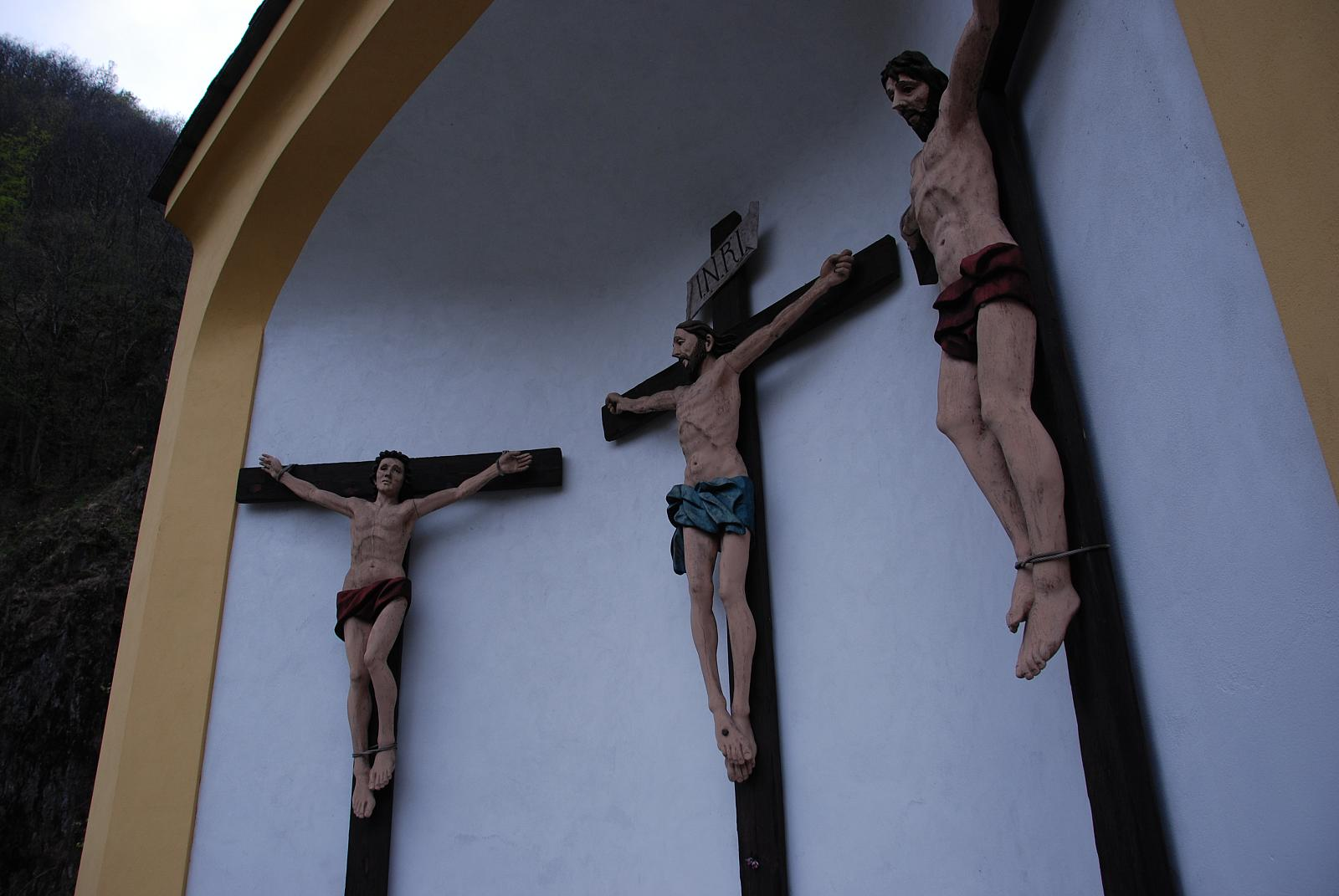
Il Calvario: i tre crocifissi